# Плоскирівський замок
Плоски́рівський за́мок — втрачена фортифікаційна споруда у місті Плоскирів (тепер Хмельницький). Розташовувався на ґрунтовому останці між річками Південний Буг, Плоска та Рів. У середині XVI століття новий власник Плоскирова Мацей Влодек, який 1550 року отримав його від короля з правом спадщини, вирішив перетворити поселення Плоскирівці на місто з Магдебурзькими правами. Однією з умов для цього на близькому до татарського Дикого степу на Поділлі була побудова міських оборонних споруд. Садиба Мацея Влодека, що розташовувалася в найвищому місці поселення, була укріплена сухим ровом і дерев'яним частоколом з традиційними оборонними вежами на кутах. Зараз це обабіччя провулку Ломаний — позаду СЗОШ № 1. Тоді для надійності та безпеки міщан тогочасним дерев'яним частоколом з оборонними вежами у належних місцях було обнесено по периметру увесь видовжений з півдня на північ останець. На його південному підвищенні виділили місце для церкви та дозорної вежі, адже всього за 15 км у цьому напрямку пролягав Кучманський шлях, яким на Західне Поділля рухалися татари-кримчаки. Після завершення будівництва першого міського замку, в 1566 році Плоскирів отримав Магдебурзьке право.

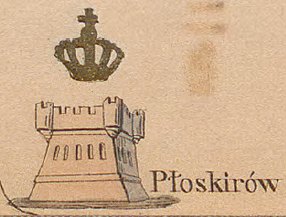
Плоскирівський замок на мапі Зигмунда Герстмана

У 1570 році Мацей Влодек помер. Розбудову міста продовжив його син Станіслав. Після одруження на сестрі королівського секретаря Яна Замойського,1578 року місто Станіслава Влодека, де мешкало всього 300 осіб, отримало привілей 3-разової щорічної ярмарки та щотижневих вівторкових торгів. Відтак Плоскирів ставав економічно вигідним містом, і охочих тут поселитися значно побільшало. Для їхнього житла довелося освоювати східний останець між річкою Рів і тепер засипаним, але зображеним на картах XVII-XIX ст., струмком, який збігав долиною перед теперішньою вулицею Проскурівського підпілля. 

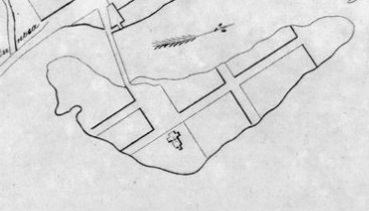
Фрагмент топографічного плану Плоскирова 1824 року

 Зараз це смуга від вулиці Кам'янецької до провулку Лапушкіна. Під час небезпеки, мешканці передмістя тікали через міст за міські ворота і частокіл. Інша частина східного останця міста, як і раніше, використовувалася плоскирівчанами під орні поля, адже землеробство залишалося одним з основних занять його мешканців.
Ще до приїзду Морандо 1589 року у Плоскирів, Станіслав Влодек поліпшив фортифікації міста. Він перегородив греблею Південний Буг, створивши штучне озеро, яке підняло рівень води у долині Рова та Плоскої. Це перетворило оточене болотами Старе місто на острів. За проєктом Морандо північний кінець острова-кемпи був відділений від масиву останця глибоким ровом, в який запущено воду. Із вийнятої землі обваловано квадратний майданчик. На гребені валу на північному сході острівної частини міста для свого старости Станіслав Влодек збудував новий замок з оборонними вежами. Зараз це провулок Човновий — на місці колишньої будівлі УБОЗу. За рекомендацією Морандо кути замку були направлені у потенційно небезпечні напрямки атаки ворогів після ймовірного прориву на територію Плоскирова. Встановлено дерев'яний частокіл. На чотирьох вежах були розміщені гармати та інша вогнепальна зброя для надійної оборони греблі з мостом на Південному Бузі та моста на Рові. У 1594 році фризький посол Еріх Лясота відвідав Плоскирів та відзначив у своєму щоденнику, що оборонний замок розташовувався поблизу озера на острівній частині міста.

## Плани Плоскирова

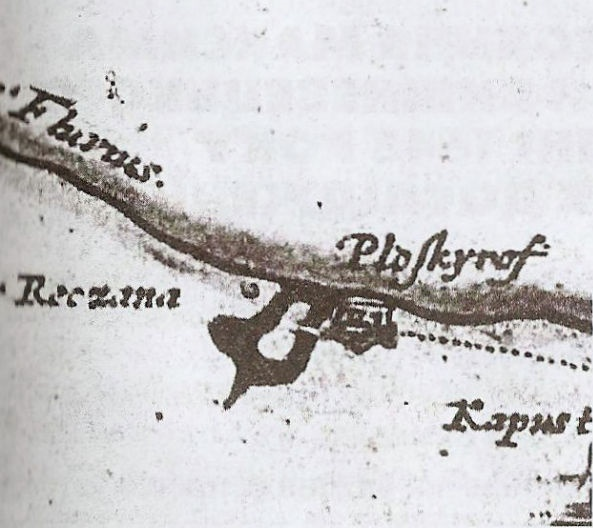
Фрагмент карти Боплана XVII ст.
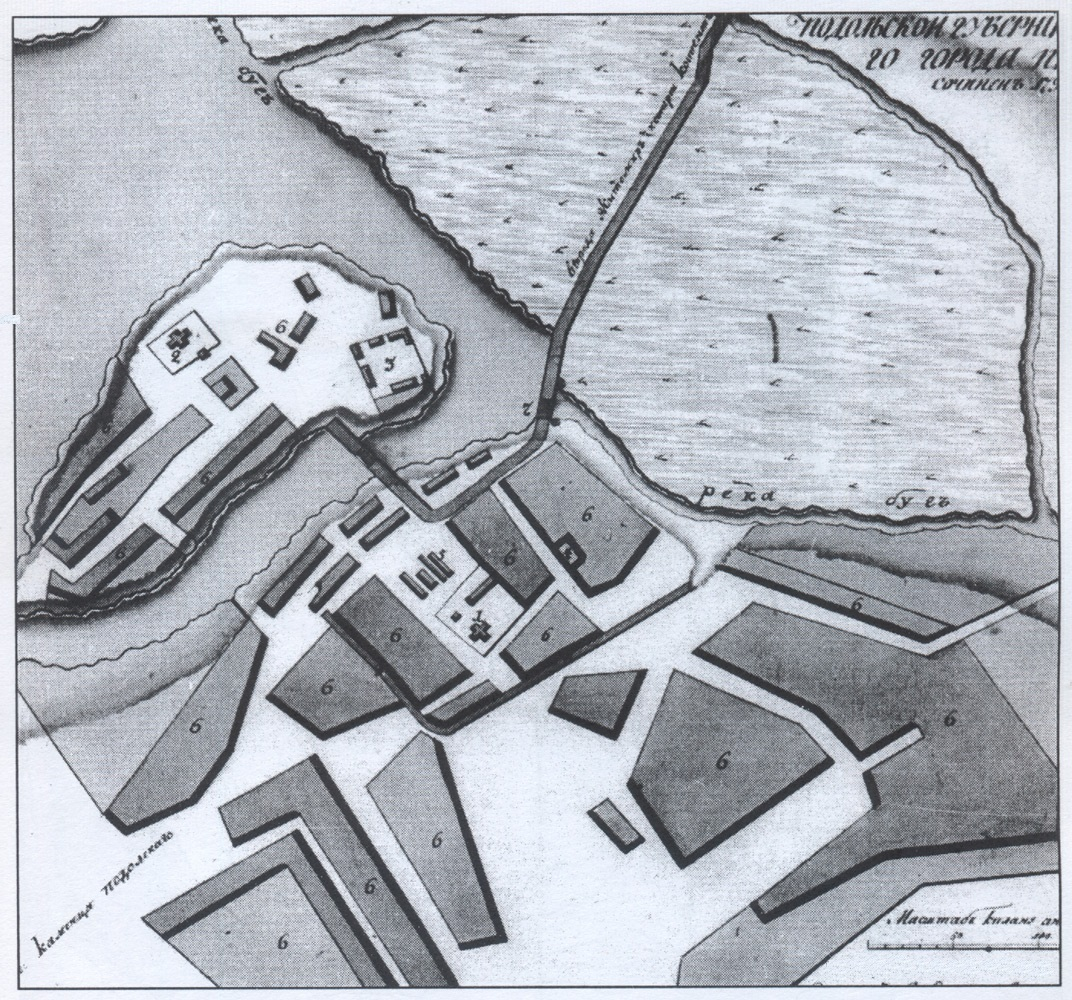
Топографічний план Плоскирова 1798 року із збереженими фортифікаціями
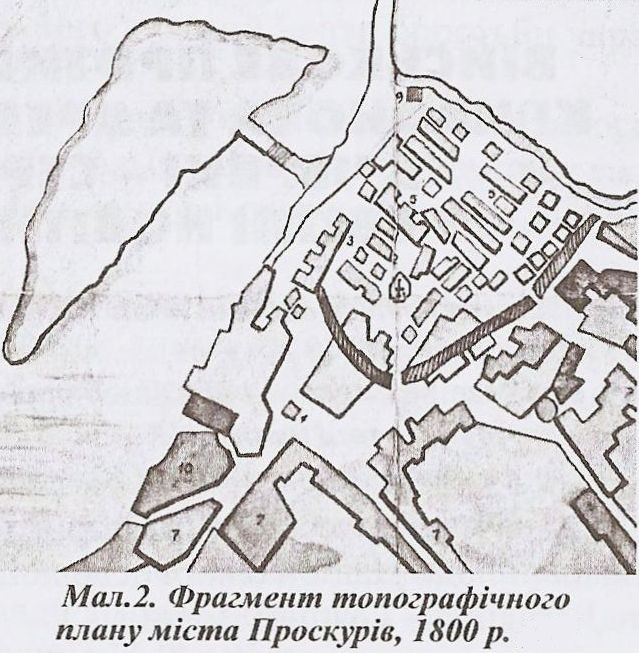
Топографічний план Плоскирова 1800 р. із залишками замкових валів
Топографічний план Плоскирова 1824 р. землеміра Екстера